# Municipio de Lincoln (condado de Tama)
El municipio de Lincoln (en inglés: Lincoln Township) es un municipio ubicado en el condado de Tama en el estado estadounidense de Iowa. En el año 2010 tenía una población de 378 habitantes y una densidad poblacional de 4,08 personas por km².

## Geografía
El municipio de Lincoln se encuentra ubicado en las coordenadas 42°15′13″N 92°42′33″O / 42.25361, -92.70917. Según la Oficina del Censo de los Estados Unidos, el municipio tiene una superficie total de 92.75 km², de la cual 92,75 km² corresponden a tierra firme y (0 %) 0 km² es agua.

## Demografía
Según el censo de 2010, había 378 personas residiendo en el municipio de Lincoln. La densidad de población era de 4,08 hab./km². De los 378 habitantes, el municipio de Lincoln estaba compuesto por el 99,47 % blancos, el 0,26 % eran afroamericanos y el 0,26 % eran de una mezcla de razas. Del total de la población el 2,65 % eran hispanos o latinos de cualquier raza.